# Hydrotaea okazakii
Hydrotaea okazakii är en tvåvingeart som först beskrevs av Shinonaga och Tadao Kano 1971.  Hydrotaea okazakii ingår i släktet Hydrotaea och familjen husflugor. Inga underarter finns listade i Catalogue of Life.